# Castell de Comiols
El Castell de Comiols és un castell del municipi d'Artesa de Segre declarada bé cultural d'interès nacional.
La finalitat del castell de Comiols era controlar el poble, el seu terme i el pas del coll de Comiols, a més d'establir relació amb els castells de la plana del Segre començant pel castell de Montmagastre.
Els vestigis del castell, es redueixen al nivell inferior de la torre mestra, d'una alçada de 5 a 6 m. De planta circular, té un diàmetre intern de 4,2 m i un gruix de parets d'1,6 m. L'espai inferior es cobreix amb una cúpula, feta amb llosetes, col·locades acuradament en cercles. Originàriament, s'accedia a aquest nivell per una petita obertura lateral a la cúpula. Els murs són fets amb carreus petits, que alternen amb alguns una mica més grans, ben arrenglerats i units amb morter de calç. La porta, situada al costat sud, al primer pis, era força estreta i només se’n conserva la part baixa dels muntants. En aquest nivell principal hi havia també dues espitlleres.
Probablement al s. XI hi havia la torre mestra amb una alçada dues o tres vegades superior i un recinte al voltant que en part pot coincidir amb les parets d'alguns dels edificis actuals.

## Ubicació
És situat al cim d'un serrat al costat del poble deshabitat de Comiols, agregat d'Artesa de Segre. A banda i banda d'aquest promontori rocós i allargassat hi ha sengles espadats. En un dels extrems hi ha l'església i en l'altre s'alça el castell; entremig es devien estendre les casetes del poble medieval. La finalitat d'aquest castell era, a més de controlar el poble i el seu terme, vigilar el pas del coll de Comiols i establir una relació amb els castells de la plana del Segre començant pel de Montmagastre.

## Història del conjunt
El castell s'esmenta en el document de dotació de la canònica de Sant Miquel de Montmagastre datat el 1010, però potser redactat vers el 1019. A l'acta de dotació de la mateixa canònica, atorgada per Arnau Mir de Tost el 1054, apareix de nou el castell, «ipsum castrum de Chomedols» i també l'església de Sant Romà, parròquia de Comiols i els seus alous. Ambdós van passar a dependre de la canònica de Montmagastre, i més tard, el 1065, quan aquesta canònica esdevenia priorat dependent de Sant Pere d'Àger, es convertien en patrimoni de l'abadia. El 1072, pel testament d'Arnau Mir, el castell va passar a la seva filla Letgarda i al seu net Guerau Ponç, i d'aquesta manera es va integrar als dominis dels Cabrera, vescomtes d'Àger, ensems comtes d'Urgell, família a què va pertànyer durant els segles xiii i XIV. El 1537 Francesc de Villalba va vendre la baronia de Comiols al monestir de Montserrat. L'any 1570, aquest cenobi benedictí permutà a Miquel de Villalba diverses baronies, entre elles Comiols per a diversos béns situats al Vallès.

## Església deSant Romà de Comiols

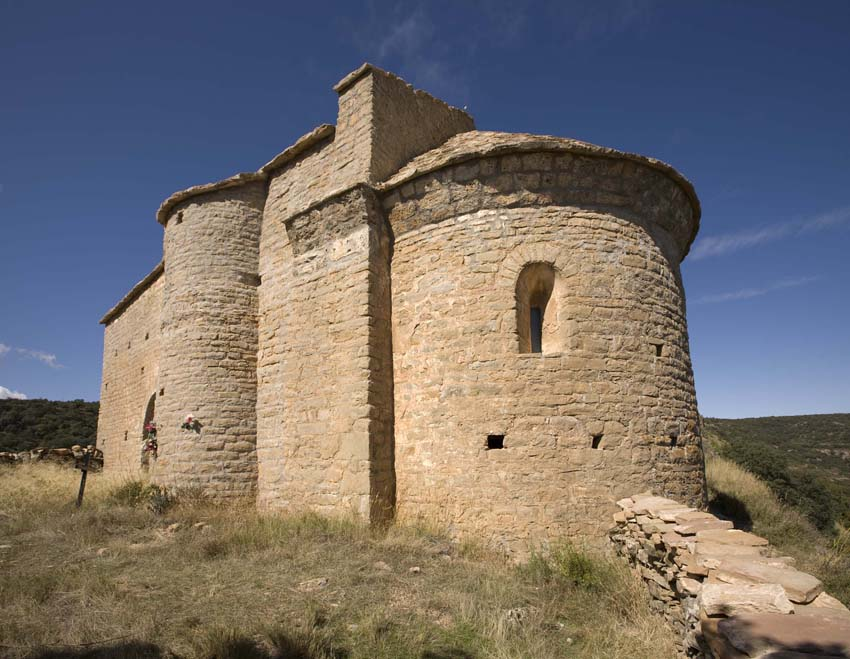
Ermita de Sant Romà de Comiols

L'església, ara restaurada, data del segle xi i s'adscriu dins l'estil llombard, desproveït de la seva concepció ornamental però resolt amb sobrietat i gran domini dels recursos espacials i constructius de l'arquitectura de l'època.
Consta d'una sola nau amb una peculiar capçalera trevolada a llevant. Cobreix la nau una volta de canó semicircular, reforçada per tres arcs torals. A cada costat de la nau hi ha tres arcs formers, un dels quals emmarca la porta, i en els dos més orientals s'hi obren sengles absidioles semicirculars, precedides per un arc presbiteral, de manera que es forma una obertura absidal de doble arc.
La porta, molt ampla i d'arc de mig punt adovellat, és a la façana sud. A ponent s'alça un campanar de cadireta de dos ulls. Sota el ràfec del mur nord, per sobre l'absidiola, hi ha una filada d'opus spicatum. Cal parar atenció al paviment de lloses, que sembla el primitiu.
Malgrat l'abandonament, es troba cuidat i en bon estat de conservació, sense transformacions remarcables que n'alterin l'estructura medieval.